# 大崎由希
大崎 由希（おおさき ゆき）は、日本のドラマー、グラビアアイドル、タレント、女優。ガールズジェントバンド「Little Lilith」のメンバー。9月11日生まれ（生年非公表）。

## 人物・略歴
神奈川県出身。2歳下の妹がいる。愛猫はラグドール×ヒマラヤンのミックス猫。
2007年に女優として活動スタート。SIR（サンスポアイドルリポーター）1期生オーディション（2012年）準グランプリ。SIRメンバーとして約1年間活動ののち、2013年1月で卒業。
第1回FLASH写真集争奪オーディション（2015年）グランプリ。同年11月に1st写真集『大崎由希写真集 残照』（光文社）を発売。
2013年に秋葉原のOLカフェ「8style（エイトスタイル）」をプロデュース。関連するネット番組「モエイトチャンネル」のプロデュースにも携わるなど実業的な活動を継続している。
2017年肩書きを「グラビアドラマー」として活動、水着グラビアとドラム演奏を両立している。
YouTubeで「グラドルが叩いてみた」チャンネルの運営を開始、動画を複数公開し再生回数を伸ばしていたところ関係者の目に留まり、2017年1月に中田ヤスタカ の楽曲「Crazy Crazy（feat. Charli XCX & Kyary Pamyu Pamyu）」のMVに誘われ、水着姿でドラム演奏をするきゃりーぱみゅぱみゅ役を務めた。
2020年にチャンネル登録者数10万人を突破し、シルバークリエイターアワードを獲得。現在「グラドルが叩いてみた」動画の総再生回数は2024年末時点で1,300万回を突破。

## 音楽活動歴
高校在学中にドラムを始める。
2010年10月、ロックバンドpinflaにドラマーとして参加、翌年のEmergenza Japan 2011に出場しベストドラマー賞を受賞。他にもドラム、カホン、パーカッションとしての活動をいくつかこなす。
これまでに藤田恵名、大原ゆい子、HöLDERLINS、杉田未央（MAGI©PEPA）、大石理乃、林愛夏（元ベイビーレイズJAPAN）、WE:A（BIGFLO）、SANOVAなど多くのアーティストの演奏に参加。また、LoKi First Produce 舞台『 III G D 』、劇団ぼるぼっちょ×HMC「パンピスの森」などの劇伴にも参加している。
2019年8月よりガールズロックバンド「リトルリリス」に加入、現「Little Lilith」のドラマーYUKIとして活動中。

## 映像作品

### グラビアDVD
- 濡れる媚乳（2010年2月26日、オルスタックピクチャーズ）
- Inside.（2011年1月20日、Do-Q!）
- ゆきちーたいむ（2011年8月30日、オルスタックソフト販売）
- せくしーたいむ（2011年11月、オルスタックソフト販売）
- ゆきちィズム（2012年4月、グラッソ）
- FLOWER（2012年8月30日、オルスタックソフト販売）
- PUFF BODY（2012年11月28日、オルスタックソフト販売）
- LIMIT BREAK（2014年4月30日、BNS）
- おとなのかたち（2014年12月28日、QQ's）
- 支配願望（2015年4月23日、ギルド）
- セッション（2017年9月29日、スパイスビジュアル）
- GUILTY（2018年9月28日、グラッソ）
- 濡れてしまいました･･･（2019年8月30日、グラッソ）
- アマリリス（2019年11月20日、アイドルワン）
- 誘惑（2020年4月24日、スパイスビジュアル）
- 微熱（2020年7月31日、スパイスビジュアル）
- 吐息（2021年2月26日、スパイスビジュアル）

### VR
- apartment Days! 大崎由希（ファンタスティカ）
  - トライアル版（2018年1月19日）
  - act1（2018年2月2日）
  - act2（2018年2月9日）
- いつもと違う場所で 大崎由希（ファンタスティカ）
  - act1（2018年9月28日）
  - act2（2018年10月26日）

## 出演

### テレビ
- 恐怖の食卓（2007年1月、フジテレビ）
- 行列のできる法律相談所（2007年2月・7月、日本テレビ）
- SHOP CHANNEL モニターモデル（2007年6月、ショップチャンネル）
- Dのゲキジョー（2007年2月、フジテレビ）
- いつみても波瀾万丈（2007年7月、日本テレビ）
- わかるテレビ（2008年1月4日、フジテレビ）
- げんこつガバメント!（2008年1月4日、日本テレビ）
- 三丁目のポスト（2008年1月21日、テレビ東京）
- もりすぎッ!（2008年1月22日、東海テレビ）
- いつみても波瀾万丈 朝丘雪路篇 少女時代本人役（2008年2月3日、日本テレビ）
- 栞と紙魚子の怪奇事件簿 7話以降レギュラー（2008年2月 - 3月、日本テレビ）
- 鹿男あをによし（2008年2月14日、フジテレビ）
- AKIBAッテキ!（2008年11月、スカパー! エンタ!371）
- コスっちゃお!（2008年11月、12月、スカパー! エンタ!371）
- ビッグピーチ（2009年5月、6月、スカパー! エンタ!371）
- ぴったんこカン・カン（2009年9月、TBS）
- 召しませランジェリー（2009年10月、スカパー! エンタ!371）
- 着エロNEX（2010年5月、スカパー! エンタ!371）
- ミッドナイトアイランド（2010年6月、スカパー! エンタ!371）
- もっパラ（2010年7月、スカパー! MONDO21）
- ペケ×ポン（2010年9月、フジテレビ）
- 中居正広の金曜日のスマたちへ（2010年10月、TBS）
- その顔が見てみたい（2010年10月、フジテレビ）
- タモリ倶楽部空耳アワー（2011年7月、テレビ朝日）
- 中居正広の怪しい噂の集まる図書館（2011年11月、テレビ朝日）
- つながるセブン（2012年1月、JCOM）
- もっと温泉に行こう!#34山鹿編（2012年4月、フジテレビNEXT他）
- 真夜中のおバカ騒ぎ!(2013年8月 - 2014年3月、TOKYO MX・チバテレ）
- 浜ちゃんが! 初夢SP超豪華!!人生のご褒美ベスト3（2014年1月、日本テレビ）※お風呂ガールとして
- 私生活むきだしバラエティ「キリウリ$アイドル」（2014年8月、TOKYO MX）
- 内村さまぁ〜ず（2015年9月、TOKYO MX）

### インターネット配信
- 葉山綾のきままにランジェリー（2008年11月、あっ!とおどろく放送局）
- GIRLS TRAIN（2009年1月、2月、9月、あっ!とおどろく放送局）
- にゃんぱら大作戦!2（2009年6月、ちゃんねるロゴス）
- 対決!おおさわちゃん（冠番組、レギュラー）(2010年9月 - 、シャテンTV）
- 競馬deナイト（2011年9月、シャテンTV）
- アイドルリポーターのキセキ（レギュラー）（2011年11月 - 2012年11月）
- 開店!SIRの生カフェ（レギュラー）（2012年11月 - 2013年1月）
- 大崎由希と藤田恵名 モエイト☆ビート（2014年5月20日 - 2014年7月15日、ニコニコ生放送）
- モエイトチャンネル「新・OL育成ナマ番組!秘書とあそぼー」（2014年4月 - 2018年3月、FRESH LIVE）
- グラビア特番!!夏の陣!（2013年8月、amebastudio）
- 内村さまぁ〜ず #220（2015年9月28日、内さま.com）
- 林愛夏のうにょうにょルーム （2018年7月）
- モエイトチャンネル「M.Y.bのMYbeat」（2019年11月-、FRESH LIVE）

### ラジオ
- きままにWEDNESDAY（ネット生配信）レギュラー（2008年8月 - 、かつしかFM）
- 村山ひとしのキャラリンッぱ!レギュラー（冠コーナー「逢引きの小部屋」2009年4月 - 、かつしかFM）
- シンクロプラス ゲスト（2009年3月、レインボータウンFM）
- 浦和ストリートラジオ旧仲兄弟 ゲスト（2008年5月、2009年4月、5月、エフエム浦和）
- 玉岡らんじの胸キュン☆ドットネット ゲスト（2009年6月、ソフトフォーカス）
- 高田純次・河合美智子の東京パラダイス ゲスト（2011年9月、文化放送）
- SIRアミューズメント放送局 アイドルリポーターのキセキ（レギュラー）（2012年 - 2013年、下北FM）
- ノーチンのGOLDEN STEPS（2015年、原宿ソラトニワFM）
- 今夜は覚醒 パピプペPON！（2015年、FM FUJI）

### アイドルユニット
- SIR（サンスポアイドルリポーター）（2012年）
- SPG サンプリングガールズ（2014年）
- サンプリングガールズ feat.FreeWi-Fi（大崎由希・相楽まみ・まろか）（2014年 - 2015年）

### 舞台
- 御江戸は何時も大騒ぎ（駒込スタジオ タカタカブーン）
  - 擦りガールズ 有希役（2008年6月）
  - 弐 元禄武士道外 「忠臣蔵」搖泉院役（2008年12月）
  - 参 ROUNIN 落語「花見の討入」夕霧（くのいち・殺陣）役（2009年4月）
- スターズ☆シアター
  - カルロスシリーズ再演 アリス役レギュラー（2011年7月 - 2011年12月、恵比寿スターズ）
  - 星降る夜に（2012年5月、築地ブディストホール）
- 平熱43度
  - 第8回公演 番外公演 微熱43度 「熱血戦隊!ハートレンジャー!」（2014年12月10日 - 14日、八幡山ワーサルシアター） - 蒼井優奈 役
  - 第9回公演 番外公演 微熱43度 「熱血戦隊!ハートレンジャー!〜飛躍編!〜」（2015年10月8日 - 18日、大塚・萬劇場） - 蒼井優奈 役
  - 第9回公演 番外公演 微熱43度 「熱血戦隊!ハートレンジャー!〜飛翔編!〜」（2015年12月2日 - 6日、大塚・萬劇場） - 蒼井優奈 役
- AGN@Enthenaプロデュース「The Red Moon Night〜月が飛ぶ夜〜」（2017年2月22日 - 26日、新宿村LIVE）
- LoKi First Produce「III.G.D」（2017年9月20日 - 24日、築地ブディストホール）※ドラマーとして
- TUFF STUFFプロデュース RANPO chronicle「怪人二十面相」（2018年1月10日 - 12日）
- 劇団ぼるぼっちょ×HMC「パンピスの森」（2019年5月22日 - 6月2日、浅草九劇）※ドラマーとして

### CM
- 読売新聞（2007年6月）
- マキアージュ（資生堂）

### 映画
- やる気まんまん（2007年12月8日、クリエイティブアクザ） - セクシーピンキーズ役
- 愛のむきだし（2009年1月31日、ファントム・フィルム、監督：園子温）
- 体育館ベイビー（2008年5月10日、エスピーオー、監督：深川栄洋）
- SAYONARA BRIEF ETERNITY（2013年、制作：P-kraft、監督：福島拓哉） - 主演・ユキ役
  - ドイツ『ハンブルク日本映画祭』正式招待作品。
  - 映画『アワ・ブリーフ・エタニティ/OUR BRIEF ETERNITY』（2010年）のスピンオフ作品。
- 彼女にいつも花束を（2013年、制作：P-kraft、監督：迫田寿人） - 主演・マユ役
  - 第4回『O!!iDO短編映画祭』（2014年）グランプリ受賞
- 水着妻（2013年、制作：P-kraft、監督：泉晶子） - 出演・水着演出協力
  - 2014年『ハンブルク日本映画祭』上映作品

### ミュージック・ビデオ
- ジェームス・ブラント「キャリー・ユー・ホーム」（アルバム『オール・ザ・ロスト・ソウルズ』収録、2007年12月、ワーナーミュージック・ジャパン）
- 中田ヤスタカ「Crazy Crazy（feat. Charli XCX ＆ Kyary Pamyu Pamyu）」（2017年1月18日、ワーナーミュージック・ジャパン）

### WEB SITE
- 美少女ダイアリー
- 週刊宝島城
- GIRLS TRAIN
- MOVIE FULL
- MOVIE FULL plus
- コスプレ☆アイドル楽園
- ROOM
- @萌えドル学園
- スーパーナイスバディ
- MEET THE GIRL
- ぱちくる
- 目覚まし彼女
- 週プレモバイル
- 東京ガールズスナップ
- GIRLS ROOM
- ZAK THE QUEEN 2014

### アプリ
- 美人時計
- 女体暦
- Yahoo!グラビア天気予報
- ももの種
- きゅきゅコス
- ファンアプリ
- グラドルコレクション

## 書籍

### 写真集
- 大崎由希写真集 残照（2014年11月、光文社・FLASH編集部/編、撮影：HIROKAZU） ISBN 978-4-334-90200-1
- ほろ酔い女子（2014年8月、マイウェイ出版） ISBN 978-4-86511-217-7

### 雑誌
- hot SPA! アキバ特集（2008年4月、扶桑社）
- 週刊アスキー 企画モデル（2009年2月、アスキー・メディアワークス）
- アスキー増刊 企画モデル（2009年3月、アスキー・メディアワークス）
- フォトテクニックデジタル（2010年3月号、玄光社）
- Chuッ SPECIAL（2010年4月号、ワニマガジン社）
- Chuッ（2010年5月号、ワニマガジン社）
- 週刊大衆（2010年8月、双葉社）
- 金のEX（2010年8月、大洋図書）
- オタポケ（2011年8月、秋葉原フリーマガジン）
- 月刊カメラマン（2011年10月、モーターマガジン社）
- Yah!HIP&RIP（2012年2月号、ワニマガジン社）
- FLASH（2014年11月、光文社）
- 週刊大衆（2014年11月、双葉社）

### コラム連載
- ゆきちーのむっちむち継続率120%（サンケイスポーツ本紙、2012年1月 - 2013年1月）
- ゆきちーのコスプレタイム（サンスポPSリポート、2012年1月 - 2013年1月）
- 大崎由希のよりみち☆シネマ（楽遊、2012年1月 - 2013年1月）

### デジタル写真集
- GIRLS TRAIN
  - 動画付写真集vol.2（2009年1月）
  - 動画付写真集vol.25（2009年2月）
  - 動画付写真集vol.205（2009年9月）
- OL File Collection vol.2（2011年11月）
- ドキドキ生撮り 大崎由希 スレンダーF乳（2014年11月21日、Milkyway）
- 美少女画報 アイドルfile 大崎由希 写真集（2015年1月17日、PAD）
- PHOTO SHOT ～キュート&セクシー～ 大崎由希 写真集（2015年1月30日、PAD）
- Limit Break 大崎由希（2016年7月1日、PAD）
- 可愛い女子はここにいた! 大崎由希 無邪気なグラビアドラマー（2017年2月24日、Milkyway）